# Amy Adams (política)
Amy Juliet Adams (Auckland, 1971) és una política neozelandesa i diputada de la Cambra de Representants de Nova Zelanda, representant la circumscripció electoral de Selwyn des de les eleccions de 2008. És membre del Partit Nacional. Ha format part del gabinet sota el govern de John Key.

## Inicis
Adams va néixer el 1971 a Auckland i allí va anar al Col·legi Rangitoto (Rangitoto College). Va mudar-se a Canterbury el 1988. Es va graduar de la Universitat de Canterbury el 1992 amb un LLB. Va ser advocada per la companyia Arthur Watson Savage (Invercargill) entre el 1993 i 1994, per Malley and Co (Christchurch) entre el 1994 i 1996, per Duncan Cotterill (Christchurch) entre el 1996 i 1997 i per Mortlock McCormack Law (Christchurch) entre el 2000 i 2008.

## Diputada
| Parlament de Nova Zelanda |      |                |        |          |
| Anys                      | Leg. | Circumscripció | Llista | Partit   |
| 2008-2011                 | 49   | Selwyn         | 52     | Nacional |
| 2011-actualitat           | 50   | Selwyn         | 28     | Nacional |

En les eleccions de 2008 Adams va ser la candidata del Partit Nacional en la circumscripció electoral de Selwyn. Adams fàcilment guanyà al rebre el 60,49% del vot. En segon lloc quedà David Coates del Partit Laborista amb el 29,81% del vot.
En les eleccions de 2011 a Selwyn Adams amplià la seva majoria. Va rebre el 69,14% del vot, contra el 15,27% de Jo McLean del Partit Laborista i el 10,18% d'Eugenie Sage del Partit Verd. Aquest marge de victòria va ser el segon més gran de les eleccions de 2011, tan sols per darrere del marge de victòria del Primer Ministre John Key en la seva circumscripció de Helensville.

### Ministra
Després de les eleccions de 2011 el Primer Ministre John Key anuncià el nou gabinet, en el qual s'hi trobava Adams. Fou nomenada Ministra d'Afers Interiors i Ministra de les Tecnologies de la Informació i la Comunicació.
El 3 d'abril de 2012 hi va haver un canvi al gabinet; en lloc de ser Ministra d'Afers Interiors va passar a ser Ministra del Medi Ambient. Continuà sent Ministra de les Tecnologies de la Informació i la Comunicació.

## Vida personal
Adams està casada i té dos fills. Ella i el seu marit tenen una granja de 2,4 km² a Aylesbury, una vila de Canterbury.